# Кикинда
Кикинда (серб. Кикинда/Kikinda, угор. Nagykikinda); до 1947 року — Велика Кикинда (серб. Велика Кикинда/Velika Kikinda); до 1918 — Гросс-Кікінда, Надькікінда — місто на півночі Сербії, у однойменній громаді. Є адміністративним центром Північно-Банатського округу, що входить до складу автономного краю Воєводина. Населення — 37 676 осіб.

## Історія
Назва Кьокеньд (угор. Кöкényd; походить від угорського слова kökény, що означає «терен») вперше згадується в 1423 році як поселення у власності угорського короля та імператора Священної Римської імперії Сигізмунда.
Поселення було спустошене під час Банатського повстання сербів 1594 року.
У 1718 році на географічних картах з'явилася назва Gross Kikinda (з нім. Велика Кикинда), що означало незаселену місцевість у районі сучасного міста.
Сучасна історія Кикинди починається з 1751 року, коли місце, на якому сьогодні розташоване місто, було знову заселене. Першими поселенцями були серби, які захищали кордони габсбурзьких володінь від нападів Османської імперії.
Через 20 років після заснування сучасного поселення, 12 листопада 1774 року, спеціальним наказом австрійської імператриці Марії Терезії сформовано Великокикиндський округ, що включав, окрім самої Кикинди, яка отримала міський статус, ще 9 поселень. Тоді ж місту було даровано герб, що зображає голову турка на шаблі.
Населення округу користувалося багатьма економічними привілеями. Округ проіснував із деякими перервами до 1876 року, коли його було розформовано, і Кикинда перейшла у пряме підпорядкування Торонтальського комітату, який займав більшу частину території сучасної сербської частини Банату.
Під час революції 1848—1849 рр. була проголошена автономія Воєводини у складі Австрійської імперії, яка, однак, не була визнана угорським революційним урядом. Під час революційних воєн Кикинда багато разів переходила з рук сербів до угорців і назад.
У 1849—1860 роках Кикинда була частиною воєводства Сербії і Темешварського банату, окремої коронної землі імперії.
Залізниця, що зв'язала Сегед, Кикинду та Тімішоару в 1857 році, є однією з найстаріших залізниць на території сучасної Сербії. Будівництво цієї дороги забезпечило розвиток міста аж до Першої світової війни. У 1895 році Кикинда стала статутарним містом, були утворені органи місцевого самоврядування. За переписом населення 1910 року в місті проживало 26 795 чоловік, із яких 14 148 говорили сербською, 5 968 — угорською і 5 855 — німецькою мовами.

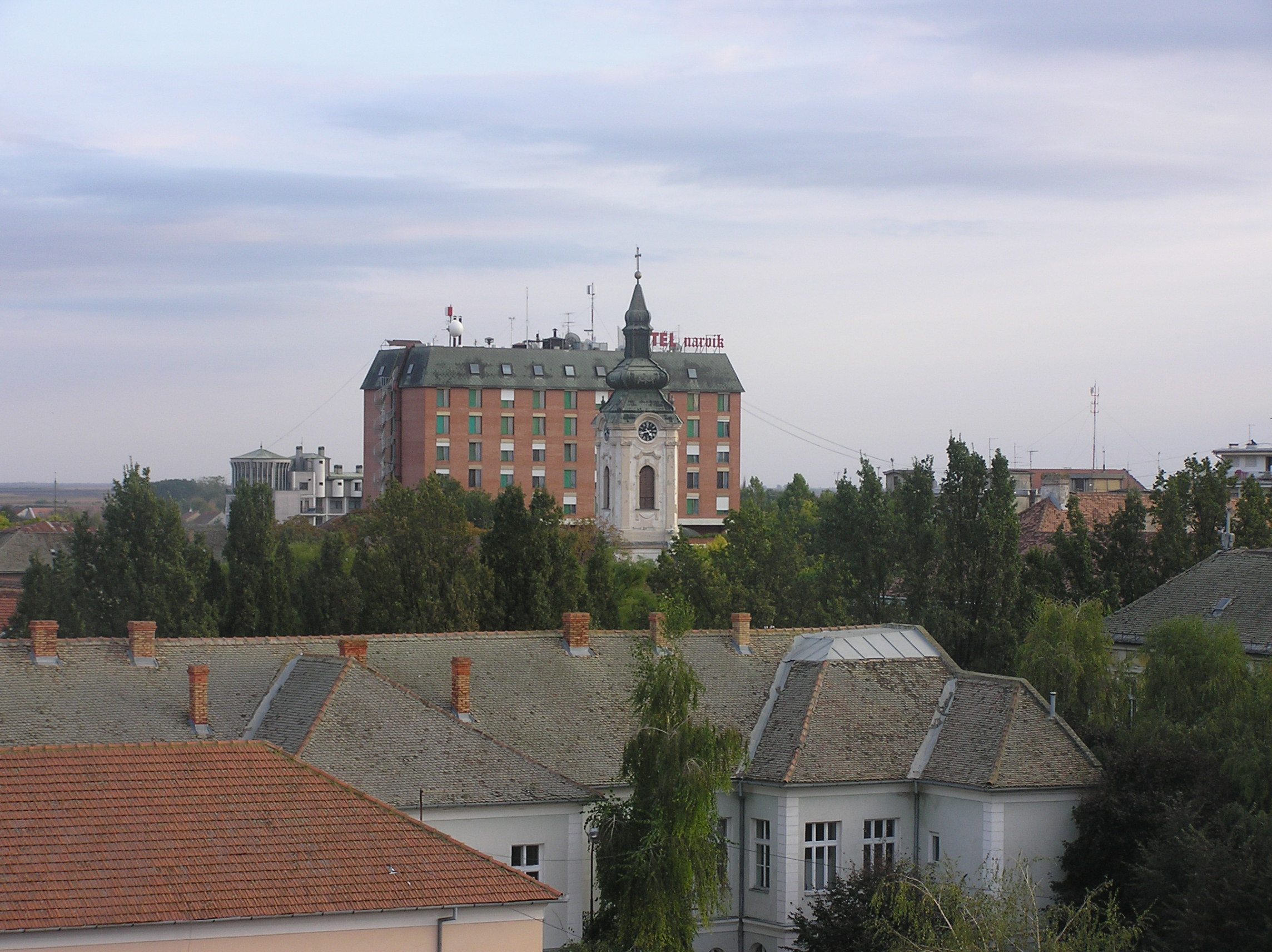
Кикинда

20 листопада 1918 року до міста увійшли сербські війська, і Кикинда незабаром стала частиною Королівства сербів, хорватів і словенців (в 1929 році перейменованого на Югославію). У 1921 році населення складалося на 58 % із сербів і хорватів, на 21 % із німців, на 16 % з угорців і на 5 % румунів.

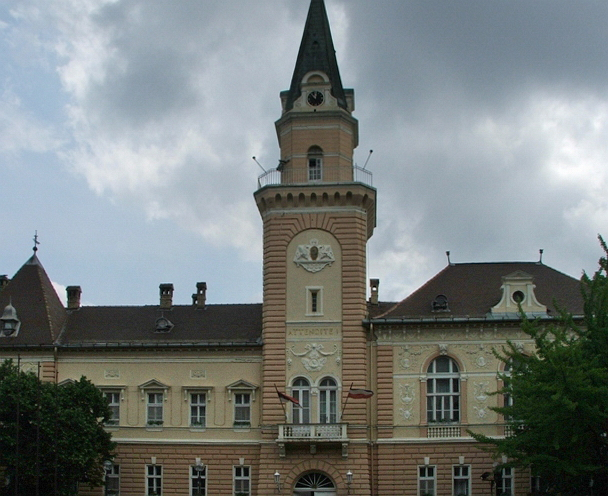
Ратуша

У 1941 році, після вторгнення німецьких військ в Югославію, місто був зайняте німецькими силами. Воно було включене до автономного Банату, який був частиною окупованої німцями Сербії. Кикинда була звільнена 6 жовтня 1944 року і з 1945 року стала частиною автономного краю Воєводина в складі СФРЮ.
Після війни значно змінився національний склад населення міста. Євреї, які становили 2 % населення перед війною, були знищені. Також в місті не залишилося німців, що складали до війни 22 % жителів міста.
В 1948 році в місті проживало близько 28 тис. осіб. У 1960-х—80-х роках, як і півстоліття перед тим, тривав бурхливий розвиток економіки: будувалися фабрики і заводи, розвивалася соціальна інфраструктура. У 1971 році населення Кикинди досягла 37,5 тис. осіб.

## Населення
Динаміка чисельності населення в 1948—2002 роках:
| Рік       | 1948   | 1953   | 1961   | 1971   | 1981   | 1991   | 2002   | 2011   |
| Населення | 28 743 | 29 635 | 34 127 | 37 691 | 41 797 | 42 745 | 41 935 | 38 065 |

Національний склад населення міста за переписом 2011 року (етнічні групи більше 1 %):
| Національний склад |        |         |
| Серби              | 28 425 | 74,67 % |
| Угорці             | 4 504  | 11,83 % |
| Цигани             | 1 220  | 3,20 %  |
| Югослави           | 261    | 0,68 %  |
| Всього             | 38 065 | 100 %   |

## Економіка
Основною галуззю економіки Кикинди є сільське господарство. На 598,17 км² оброблюваної землі вирощується пшениця (близько 60 000 тонн на рік), соняшник (114 670 тонн), соя, цукровий буряк, інші овочі та фрукти.
Промисловість представлена нафтопереробними підприємствами (заводи афтової індустрії Сербії), металообробкою, переробкою сільськогосподарської продукції, хімічною промисловістю, є кондитерська фабрика «Баніні». Виробляються верстати, автозапчастини, будівельні матеріали.
Здійснюється виробництво шліфувальних верстатів на заводі Grindex, виділеному в 2003 році з виробничої системи Livnica Kikinda.

## Транспорт
Залізнична лінія, що веде з Банатського Аранджелова, що проходить через Кикинду аж до кордону з Румунією (частину дороги, побудовано в середині XIX століття). Місто також з'єднується залізницею з Суботицею та через Зренянин, із Белградом.
Неподалік міста розташований аеропорт, який використовується переважно для спортивних польотів.

## Міста-побратими
- Словаччина Жиліна, Словаччина
- Румунія Жимболія, Румунія
- Угорщина Кішкунфеледьгаза, Угорщина
- Угорщина Кондорош, Угорщина
- Румунія Меджидія, Румунія
- Угорщина Надьдобош, Угорщина
- Норвегія Нарвік, Норвегія
- Ізраїль Назарет-Ілліт, Ізраїль
- Боснія і Герцеговина Прієдор, Боснія і Герцеговина
- Болгарія Сілістра, Болгарія
- Угорщина Сольнок, Угорщина

## Церкви

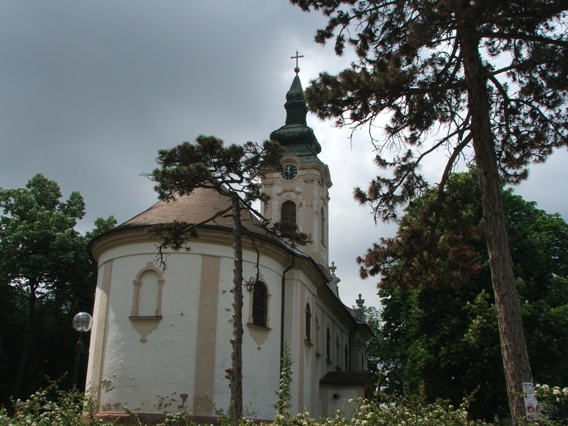
Микільська церква
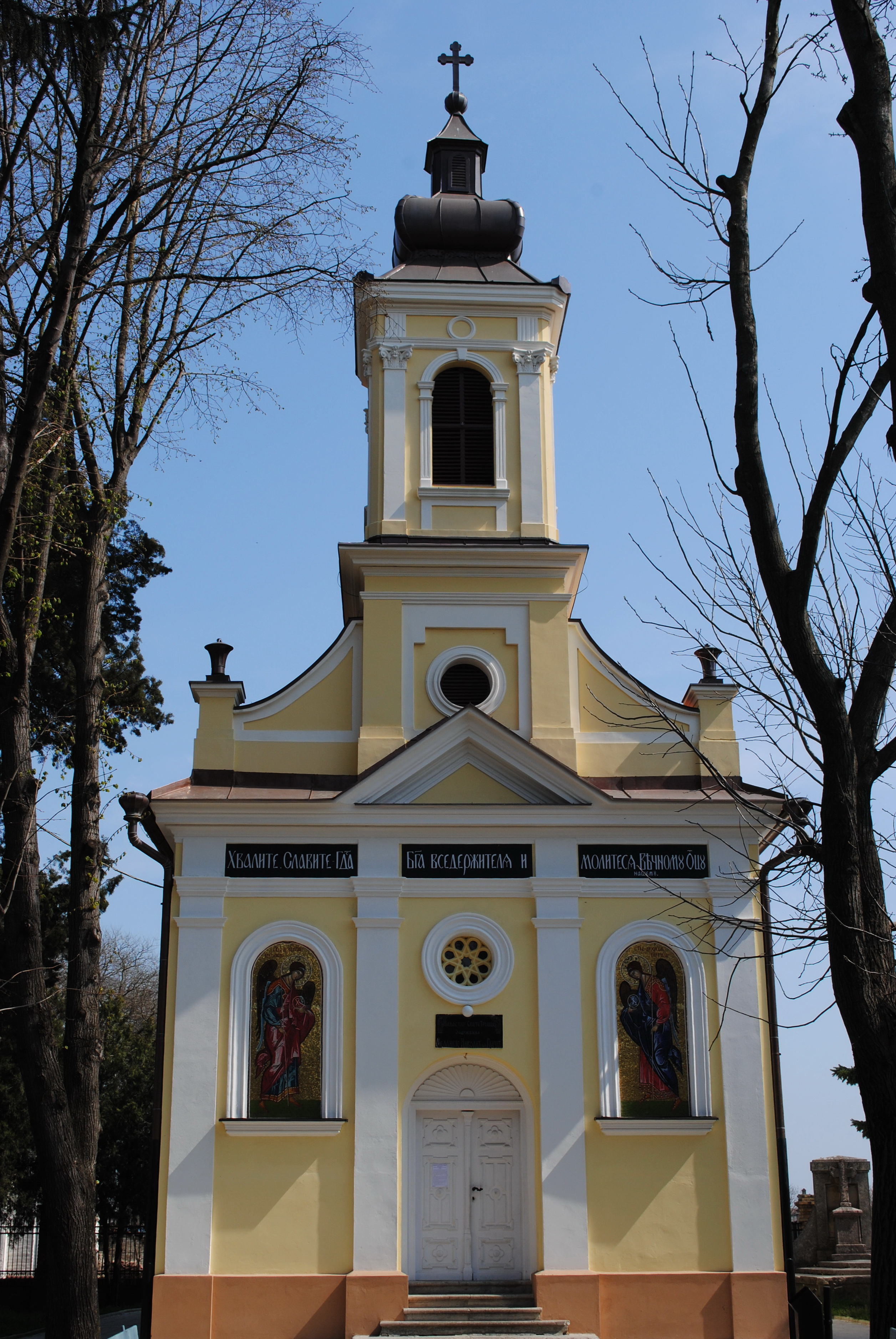
Свято-Троїцький монастир
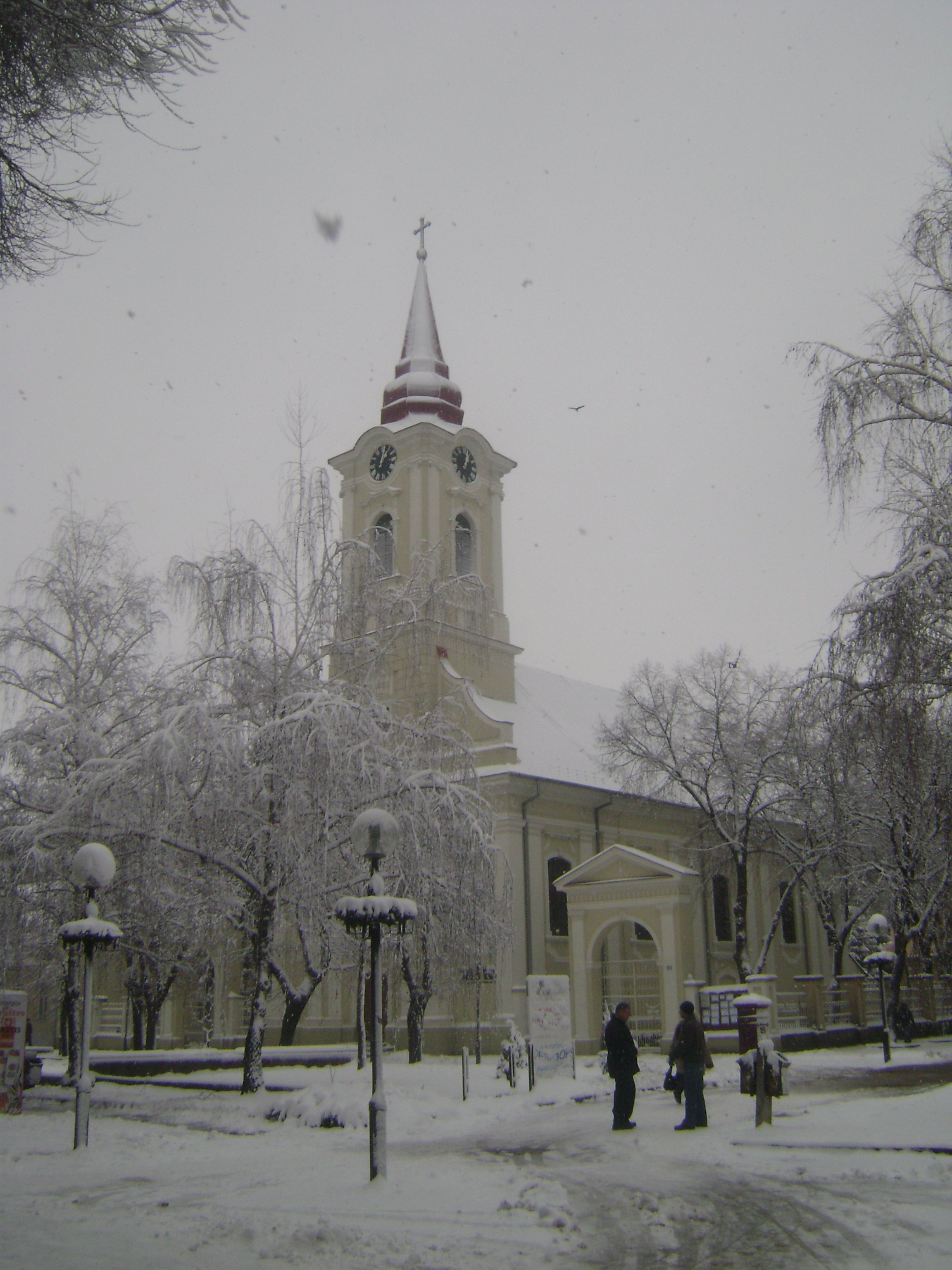
Католицька церква
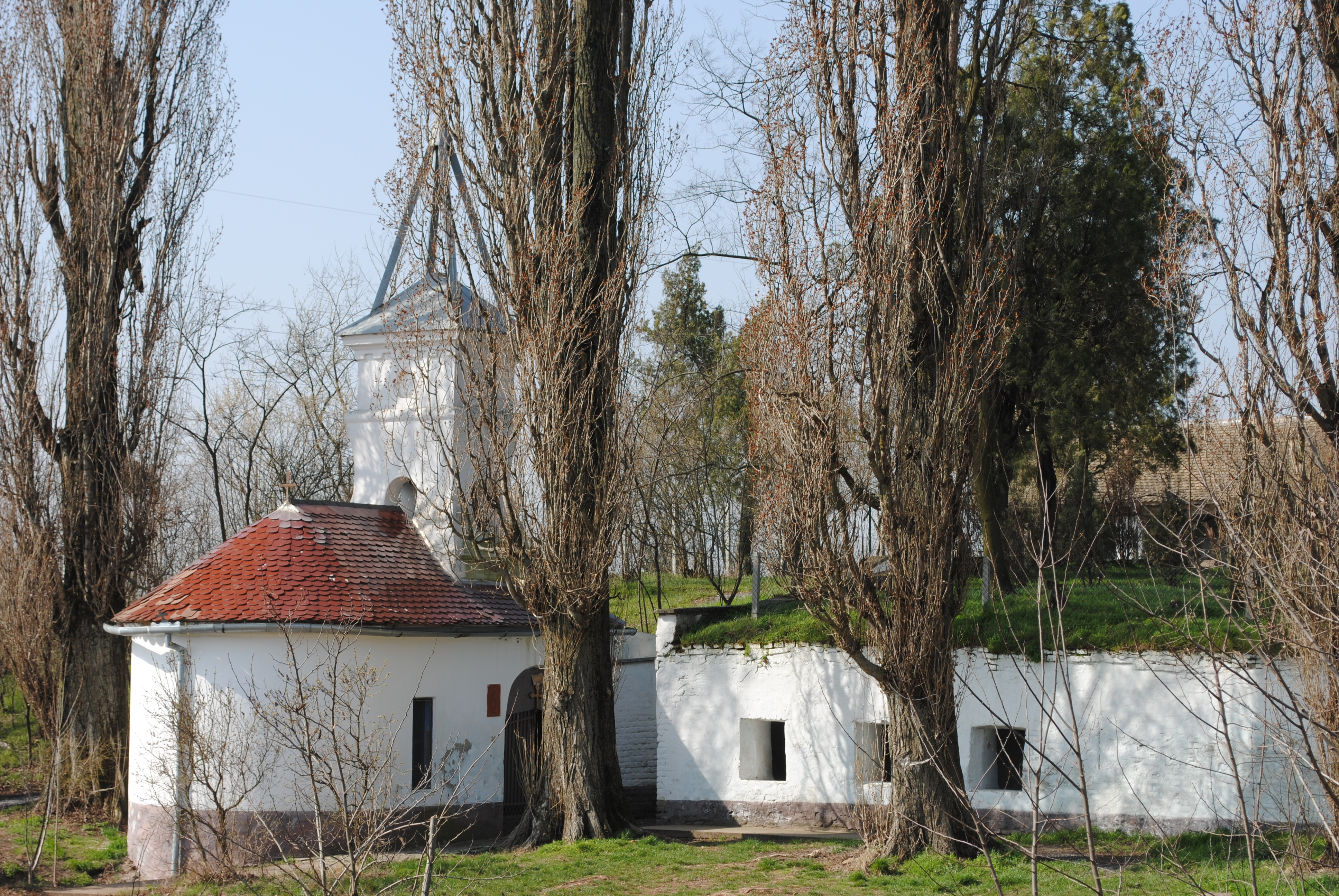
Каплиця Водиця

## Відомі уродженці
- Йован Попович (1905—1952) — югославський письменник і публіцист.